# Gouvernement Griñán II
 Andalousie
Griñán I Díaz I
Le gouvernement Griñán II est le gouvernement de l'Andalousie entre le 7 mai 2012 et le 10 septembre 2013, durant la IXe législature du Parlement d'Andalousie. Il est présidé par José Antonio Griñán.

## Composition
| Fonction                                                                               | Nom | Nom                            | Parti   |
| -------------------------------------------------------------------------------------- | --- | ------------------------------ | ------- |
| Président                                                                              |     | José Antonio Griñán Martínez   | PSOE-A  |
| Vice-président Conseiller à l'Administration locale et aux Relations institutionnelles |     | Diego Valderas Sosa            | IULV-CA |
| Conseillère à la Présidence et à l'Égalité                                             |     | Susana Díaz Pacheco            | PSOE-A  |
| Conseiller à la Justice et à l'Intérieur                                               |     | Emilio de Llera Suárez-Bárcena | PSOE-A  |
| Conseillère à l'Éducation                                                              |     | María del Mar Moreno Ruiz      | PSOE-A  |
| Conseiller à l'Économie, à l'Innovation, à la Science et à l'Emploi                    |     | Antonio Ávila Cano             | PSOE-A  |
| Conseillère aux Finances et à l'Administration publique                                |     | Carmen Martínez Aguayo         | PSOE-A  |
| Conseillère à l'Équipement et au Logement                                              |     | Elena Cortés Jiménez           | IULV-CA |
| Conseiller à l'Agriculture, à la Pêche et à l'Environnement                            |     | Luis Planas Puchades           | PSOE-A  |
| Conseillère à la Santé et au Bien-être social                                          |     | María Jesús Montero Cuadrado   | PSOE-A  |
| Conseiller au Tourisme et au Commerce                                                  |     | Rafael Rodríguez Bermúdez      | IULV-CA |
| Conseiller à la Culture et aux Sports                                                  |     | Luciano Alonso Alonso          | PSOE-A  |